# Catherine O'Brien
Catherine O'Brien, född 1962, är en brittisk filmvetare, språkvetare och författare. Hon har varit gästprofessor vid University of Westminster och vid University of Notre Dame.

## Biografi
Catherine O'Brien föddes år 1962. Hon avlade doktorsexamen 1994 vid University of Hull. I sin forskargärning har O'Brien bland annat studerat kvinnliga arketyper inom filmen.